# آي دريم أوف جيني (مسلسل)
(أي دريم أوف جيني) هو مسلسل يدور في إطار فانتازي اجتماعي كوميدي حول الجنية (جيني) التي حبست في زجاجة عطر لمدة 2000 عام وشاء القدر أن يلتقي رائد الفضاء (أنتوني نيلسون) بجيني بعد رحلة طيران غير ناجحة انتهت بسقوط المكوك الفضائي على جزيرة صغيرة في المحيط الاطلسي.

## أول لقاء
وبينما كان أنتوني يتجول في الجزيرة منتظراً حضور النجدة وجد زجاجة عطر وقد دهش من شكلها وعندما التقطها ليصنع سوراً حول خيمته فرت إلى شاطئ المحيط فإلتقطها مرة أخرى ففتحها فوجد دخاناً وردياً وقد خرجت منه (جيني) وقد طلب منها إحضار المساعدة وجاءت المساعدة وترك (أنتوني) (جيني) ولكن الجنية كان لها رأي أخر !!
و من هنا تبدأ مغامرات كلا من (أنتوني) و (جيني).

## حول المسلسل
المسلسل بالرغم من أنه قد صنع في الستينيات إلا أنه حقق نجاحاً كبيراً حتى أوائل السبعينيات وتبعه عدة من المسلسلات الأخرى بنفس نمط القصة وهو لكل الأعمار.

## وصلات خارجية
- أي دريم أوف جيني على موقع IMDb (الإنجليزية)
- أي دريم أوف جيني على موقع ميتاكريتيك (الإنجليزية)
- أي دريم أوف جيني على موقع الموسوعة البريطانية (الإنجليزية)
- أي دريم أوف جيني على موقع روتن توميتوز (الإنجليزية)
- أي دريم أوف جيني على موقع فيلمافينيتي (الإسبانية)
- أي دريم أوف جيني على موقع كينوبويسك (الروسية)
- أي دريم أوف جيني على موقع ألو سيني (الفرنسية)
- أي دريم أوف جيني على موقع قاعدة بيانات الفيلم (الإنجليزية)

- TV Land buys back the rights to I Dream of Jeannie
- Barbara Eden Online
- Roger Healey, fictitious astronaut – Encyclopedia Astronautica